# مزرعه آقابزرگی
مزرعه آقابزرگی یا ابراهیم‌آباد روستایی در دهستان زردین بخش نیر شهرستان تفت استان یزد ایران است.

## جمعیت
بر پایه سرشماری عمومی نفوس و مسکن در سال ۱۳۹۵ جمعیت این روستا ۹۵ نفر (۳۲خانوار) بوده‌است.